# ديك كلاينر
ديك كلاينر (بالإنجليزية: Dick Kleiner)‏ هو صحفي أمريكي، ولد في 9 مارس 1921 في نيويورك في الولايات المتحدة، وتوفي في 13 فبراير 2002.